# Clausewitz Netzwerk für strategische Studien
Das Clausewitz Netzwerk für strategische Studien (CNSS) ist eine deutsche Denkfabrik zu Strategiefragen. Ziel der Einrichtung ist die Strategieausbildung von Verantwortungsträgern. Das CNSS hat seinen Sitz an der Führungsakademie der Bundeswehr in Hamburg und fördert von dort aus den ressortübergreifenden Austausch zwischen zivilen und militärischen Persönlichkeiten. 

## Geschichte
Gegründet wurde das CNSS von Teilnehmern des Generalstabs- und Admiralstabsdienstlehrgangs (LGAN) 2009 in enger Zusammenarbeit mit Lennart Souchon als Gründungsleiter. Als Mitglied der Clausewitz-Gesellschaft und Leiter des Fachbereichs Sicherheitspolitik und Strategie an der Führungsakademie der Bundeswehr (FüAkBw) hatte Souchon 1999 zunächst das Internationale Clausewitz-Zentrum (ICZ) als internationale Begegnungsstätte zur Diskussion strategischer Themen an der FüAkBw gegründet. Daraus ging das CNSS zunächst in Form eines losen Netzwerks zwischen der Führungsakademie und der Universität Potsdam hervor.
Im Jahr 2013 wurde das Clausewitz Netzwerk für strategische Studien in seiner heutigen Form als Verein eingetragen.

## Ziele
Das Netzwerk leistet Strategieausbildung und -Entwicklung, pflegt das geistige Erbe von Carl von Clausewitz, und betreibt Grundlagenforschung zu dessen Theorien. In Seminaren stellt das CNSS Clausewitz‘ Lehren dem Tagesgeschehen gegenüber, etwa die COVID-19-Pandemie oder den Abzug aus Afghanistan.
Die wichtigste Aufgabe der Denkfabrik ist nach eigenen Angaben der Austausch zwischen zivilen und militärischen Verantwortungsträgern. Dieser ist in Symposien, Workshops, Vorträgen und Diskussionen organisiert, mit Schwerpunkten an der Führungsakademie der Bundeswehr in Hamburg sowie in Berlin. Der Verein möchte mit diesen Formaten ausdrücklich auch ein nicht militärisch geschultes Publikum mit einbeziehen.
Mitglieder des CNSS veröffentlichen regelmäßig akademische Papiere zu Strategiethemen (siehe Abschnitt Veröffentlichungen). Seit 2017 publiziert das Netzwerk Interviews sowie Beiträge zur Wiener Strategiekonferenz.

## Veröffentlichungen
- Yskert von Kodolitsch: Carl von Clausewitz, Kritik des Methodismus und Entscheidungsfindung in der Medizien [sic]. In: Clausewitz-Gesellschaft e. V. (Hrsg.): Die Jahrbücher der Clausewitz-Gesellschaft e. V. Band 6. Hamburg 2010, ISBN 978-3-9810794-5-6, S. 183.[17]
- Lennart Souchon: Carl von Clausewitz – Strategie im 21. Jahrhundert. Hamburg 2012, ISBN 978-3-8132-0939-6.[18]
- Yskert von Kodolitsch, Clemens Overlack et al: Strategisches Denken als Schlüssel zu chirurgischer Exzellenz. Ärztlicher Denkstil in der Tradition von Kant und Clausewitz. In: Zeitschrift für Herz-, Thorax- und Gefäßchirurgie Band 27, Heft 4. Berlin 2013, DOI:10.1007/s00398-013-1018-y.[19]
- Yskert von Kodolitsch, Alexander M. Bernhardt et al: Maximizing therapeutic success: The key concepts of individualized medical strategy (IMS). In: Cogent Medicine, Band 2, Heft 1. London 2015, doi:10.1080/2331205X.2015.1109742.[20]
- Hannelore Kußerow, Arno Meinken, Nikolaus Scholik: Die strategische Bedeutung der Entwicklung in der Sahelzone. In: Österreichische Militärische Zeitschrift: ÖMZ Band 55, Heft 4. Wien 2017, ISSN 0048-1440, S. 427–439.[21]
- Martin Prokoph: Don’t Just Hear, Listen: The Criticality of Accepting Local Nationals’ Priorities in Stability Operations. Fort Leavenworth 2021, ISBN 979-8-4800-7895-4, herausgegeben von: US Army Command and General Staff College.
- Martin C. Wolff: Digitale „Souveränität“? In: The Defence Horizon. Wien 2021, ISSN 2710-3722.[22]

## Mitglieder
- Lennart Souchon (* 1942), Militärtheoretiker, Stratege, Elektroingenieur und Marineoffizier
- Bastian Giegerich (* 1976), Generaldirektor und Hauptgeschäftsführer des International Institute for Strategic Studies
- Markus Reisner (* 1978), österreichischer Militärhistoriker und Offizier
- Sarah Kirchberger (* 1975), finnisch-deutsche Sinologin und Direktorin des ISPK in Kiel
- Martin C. Wolff (* 1982), Philosoph, Entrepreneur und Hochschullehrer
- Hille Norden (* 1998), deutsche Schauspielerin und Filmemacherin
- Matthias Wasinger (* 1980), österreichischer Publizist und Soldat
- Joachim Krause (* 1951), deutscher Politikwissenschaftler und Direktor Emeritus des ISPK in Kiel